# Nicke Göthe
Nils "Nicke" Erik Lennart Göthe, född 15 september 1948 i Orsa församling, Kopparbergs län, är en svensk musiker. Han är av spelmanssläkt från Älvdalen och spelar fiol och gitarr.
Göthe har tidigare varit medlem i Orsa spelmän, men är också aktiv i Orsa spelmanslag och Orsa hembygdförening.